# ミヤコタナゴ
ミヤコタナゴ（都鱮、学名:Tanakia tanago）は、コイ目コイ科タナゴ亜科アブラボテ属の小型淡水魚の一種。種小名のtanagoは「タナゴ」を意味する。1909年に東京都で発見されたため『ミヤコタナゴ』と命名された。善福寺川や文京区にある小石川植物園の池など東京都に広く分布していたことが「ミヤコ」の和名由来といわれる。地域名（本種を指す方言）としてミョーブタ・ジョンピー（千葉県南総）、ベンタナ・オシャラクブナ（千葉県東総-南総）、ナナイロ（埼玉県入間、比企）、シャレブナ・オシャレブナ（栃木県）などがある。この中にはヤリタナゴとの混称も含まれる。1974年に国の天然記念物、1994年に国内希少野生動植物種に指定された。

## 形態
全長7cm。一対の口ひげがあり、産卵期に現れるオスの美しい婚姻色で知られる。オスは臀鰭と腹鰭の縁取りが黒色で、その内側には赤色、白色の帯がある。
地域により変異があり、那珂川水系、利根川水系・荒川水系・千葉県茂原市、鶴見川水系、千葉県いすみ市・御宿町・勝浦市と大きく4つの系統が存在する。以下のような相違点が本種の密漁捜査に役立つこともある。
- 体高は、埼玉県産のものは他の産地のものに比べ低く、神奈川県産のものは高い。
- オスの婚姻色は、栃木県大田原市付近産のものは背側の青色が強い範囲が広く、神奈川県産のものは赤茶色が強い。
- 背鰭の黒色の縁取りの内側は、通常は白色だが、千葉県勝浦市産では濃いピンク色である。
- 臀鰭の黒色の縁取りの内側は、埼玉県産のものは乱れる。
- 尾鰭は、通常は大半が赤色、縁取りは黒色だが、一宮川水系産のものは大半が黒色で一部は赤色である。

よく似た種
よく似た種として同属のアブラボテ、ヤリタナゴがいる。アブラボテは本種に形態、生態とも類似するが、本種ほど湧水依存が強くないなど適応環境が幅広い感がある。また、アブラボテは西日本に分布する。ヤリタナゴは本種が幼魚の頃に酷似するが、成魚の本種はヤリタナゴより体高が高く、尾鰭が丸みを帯び、側線が不完全であり鰓蓋の後ろから胸鰭の上あたりまでしかないことで区別できる。

## 生態
雑食で、底生の水生昆虫を主に、藻類などを食べる。
湧水を水源とした水が綺麗な細流や沼、それらと接続している小川に生息し、同じ水系に生息するヤリタナゴより上流にいる。二枚貝に卵を産み付けることが、最大の特徴となっている。
繁殖期は4-7月で、鶏卵形の卵をマツカサガイ、ヨコハマシジラガイなどのイシガイ目の貝に産み付ける。水温22-23度の場合48時間で孵化し、全長8-9mmになると産卵母貝から出て行く。イシガイは利用しない。
寿命は自然下では2年、飼育下では最長5年である。

## 分布
日本固有種で、関東地方の全域に生息し、ごく普通に見られたが、神奈川県、群馬県、埼玉県、東京都では絶滅し、現在は千葉県、栃木県の一部にのみ生息している。茨城県を自然分布から除外する文献があるが、標本や聞き取り調査で過去に土浦付近に生息していたことが判明している。自然分布が東京近郊に偏在しているため、戦後の高度成長期を中心とした都市化で生息環境が次々に破壊され個体数が激減、絶滅に瀕している。日本固有のタナゴの中では最も分布域が狭い。

## 保全状態評価
- ENDANGERED (IUCN Red List Ver. 3.1 (2001))
- 絶滅危惧IA類 (CR)（環境省レッドリスト）

- 日本国指定の天然記念物
- 国内希少野生動植物種

1974年に天然記念物に、1994年に国内希少野生動植物種に指定。環境省レッドリストでは、絶滅危惧IA類に当初から指定されている。したがって、許可のない捕獲採集や飼育、譲渡売買は禁じられている。ほとんどの生息地において地域社会が本種の保全に関心を持ち、生息地によっては密漁行為を監視、警察への通報を緊密に行なうなどしている。なお、近年では新規に生息地が発見されても密漁等を防ぐ意味で公開しないのが原則であるが、同時に保護が地域社会に浸透できず、どこからか密漁者もやってくるという悪循環に悩まされている。
本種は湧水に続く小水路と水田耕作地という二次自然に強く依存しており、産卵母貝であるマツカサガイの維持には定期的な水路の土揚げや農業用溜池の池乾しなど手入れが欠かせず、それを周知できなかった過去においては保護がうまくいかなかったという苦い経験がある。すなわち本種の生態は、人間による耕作生産活動と密接不可分な関係にあり、人手不足や後継者難による耕作放棄など農村社会の荒廃が、本種の将来に暗い影を落としている。
また、本種生息地でのゴルフ場開発や圃場整備事業、河川のコンクリート護岸化や直線化などの生息地破壊につながる開発許可や公共事業は、本種の希少性が世に広く知られるようになった近年でも後を絶たない。
千葉県にある生息地の一部では他地域のヤリタナゴ（国内外来種）やタイリクバラタナゴの侵入もみられる。
一方で、本種が本来分布していない場所で発見されることもあり、違法飼育者の密放流が疑われる。
国の許可の下、神奈川県産、埼玉県産、千葉県産、栃木県産のものは関東各地の水産試験場、動物園、水族館、博物館、大学、一部の自治体関係機関などによって系統保存・復元再生を目的とした飼育・繁殖やそれに伴う一般展示が行われている。